# Mindoroneushoornvogel
De mindoroneushoornvogel (Penelopides mindorensis) is een neushoornvogel die voorkomt in de regenwouden op het eiland Mindoro in de Filipijnen. Het is een endemische vogelsoort van Mindoro.

## Kenmerken
De mindoroneushoornvogel wordt ongeveer 53,5 centimeter lang met een spanwijdte van zo'n 22,5 centimeter. De soort is samen met de mindanaoneushoornvogel en de luzonneushoornvogel de kleinste in de Filipijnen voorkomende neushoornvogelsoort. Het mannetje is makkelijk te herkennen aan de vaalwitte kop, zijkanten van de nek, onderkant hals en borst. De buik en flanken zijn in tegenstelling tot de visayanneushoornvogel vaalgeel in plaats van donkerrood. De rug en vleugels zijn bruin tot zwart met wat donkerrood daardoorheen. De staart is wit tot donkerrood met aan het eind een zwarte band. Het vrouwtje is grijsbruin tot zwart en heeft in tegenstelling tot de andere Filipijnse Penelopides soorten een zwarte huid bij de keel.
De mindoroneushoornvogel is net als alle neushoornvogels een luidruchtige vogel die in paren of in groepjes leeft. De soort vliegt door afwisselend met de vleugels te klappen en te zweven.

## Voedsel
Het dieet van de mindoroneushoornvogel bestaat voornamelijk uit fruit. Ze eten ook wel insecten, kevers, mieren en heel soms wormen.

## Voortplanting
De mindoroneushoornvogel plant zich voort in de maand mei. Het vrouwtje legt daarbij zo'n 3 eieren, waarbij ze zichzelf inbouwt in haar nest tijdens het uitbroeden van de eieren.

## Verspreiding en leefgebied
De mindoroneushoornvogel is een bosbewoner die voorkomt voor in de regenwouden, bosranden maar ook secundair bos en aangeplant bos zoals boomgaarden tot hoogstens 1000 meter op het eiland Mindoro. Om te nestelen is de vogel waarschijnlijk wel afhankelijk van ontwikkeld bos met een dicht bladerdak.

## Status
In de jaren 1970 was de mindoroneushoornvogel nog een redelijk algemene vogelsoort op het eiland. Sinds de jaren 1990 zijn er slechts waarnemingen van vijf locaties met een maximum van 20 vogels op één plaats. Sinds 2003 zijn er aanwijzingen dat er op meer locaties nog vogels zijn, maar het blijven kleine aantallen. De totale populatie wordt geschat op 250-1000 volwassen vogels.
Rond 1988 is het regenwoud op het eiland teruggebracht tot een gebied van 120 km². in 1991 werd geschat dat het eiland binnen 10-20 jaar volledig ontbost zou zijn. Echter het tempo van ontbossing is anno 2008 lager. Wel is het bosareaal sterk gefragmenteerd en er wordt nog steeds illegaal gekapt en afgebrand. Daarom is de mindoroneushoornvogel een bedreigde vogelsoort op de Rode Lijst van de IUCN.